# 波動力学
波動力学（はどうりきがく、英: wave mechanics）とは、オーストリア人の物理学者のエルヴィン・シュレーディンガーによる量子力学の定式化である。波動力学において、対象となる系の状態は波動関数によって記述される。波動関数の時間変化はシュレーディンガー方程式によって与えられる。

## 歴史
1924年にルイ・ド・ブロイは電子の波動説を唱え、電子は点状の粒子であると共に、ある種の波（物質波）を伴うと主張した。その後、1923年から1927年にかけて行われたデイヴィソン＝ガーマーの実験により電子線の回折が確認され、ド・ブロイの主張の通り、電子が波として振る舞うことが実証された。
1926年にエルヴィン・シュレーディンガーは一連の論文で、シュレーディンガー方程式を得た。シュレーディンガーは、水素原子に束縛された電子のシュレーディンガー方程式より、ハミルトニアンの固有値としてボーアの原子模型で得られたエネルギー準位（したがってバルマー系列などの輝線スペクトル）が与えられることを示した。
シュレーディンガー方程式は、相対性理論による質量の増加や、相対論的な速度の表現を考慮に入れていない。ポール・ディラックはシュレーディンガー方程式を相対論的に拡張して、理論的にスピンの存在を導いた。
結晶や導体中の電子の挙動などを取り扱うときは、電子の速度は光に比べて十分小さいので、非相対論的なシュレーディンガー方程式が用いられる。